# Joep Van Der Geest
 (février 2019).
Si vous disposez d'ouvrages ou d'articles de référence ou si vous connaissez des sites web de qualité traitant du thème abordé ici, merci de compléter l'article en donnant les références utiles à sa vérifiabilité et en les liant à la section « Notes et références ».
Pour les articles homonymes, voir Van Der Geest.
Joep van der Geest, né le 26 mars 1980 à Gouda,, est un acteur et metteur en scène néerlandais.

## Filmographie

### Cinéma et téléfilms
- 2005 : Grijpstra & de Gier (nl) : Eric Goldberg
- 2006 : En daarmee basta! (nl) : Bas
- 2007 : Anna : Marek
- 2008 : Ver van familie (nl) : Jacques
- 2014 : Bouwdorp (nl) : Le DJ Coyoty
- 2014 : Celblok H (nl) : Mark
- 2014 : A'dam - E.V.A. (nl) : Freek
- 2015 : Moordvrouw : Niels Weenink
- 2015 : De Reünie (nl) : Bart
- 2018 : Zuidas : Gunnar
- 2018 : Morten (nl) : Le psychiatre